# Guy Spence Gardner
Guy Spence Gardner (Altavista, Virginia, 1948. január 6.–) amerikai pilóta, űrhajós, ezredes.

## Életpálya
1969-ben a Légierő Akadémiáján szerzett mérnöki oklevelet. 1970-ben a Purdue Egyetem keretében Légügyi és Űrhajózási ismeretekből vizsgázott. 1971-ben kapott pilóta jogosítványt. Szolgálati repülőgépe az F–4 Phantom II volt. A vietnámi háborúban 177 harci bevetésen vett részt. 1973-1974 között oktató és műveleti pilóta. 1975-ben tesztpilóta kiképzést kapott. 1975-1976 között Kaliforniában az Edwards légitámaszponton (AFB) tesztpilóta. 1977-1978 között tesztpilóta oktató. 1979-1980 között hadműveleti tiszt a Fülöp-szigeteken.
1980. május 19-től a Lyndon B. Johnson Űrközpontban részesült űrhajóskiképzésben. Két űrszolgálata alatt összesen 13 napot, 8 órát és 10 percet (320 óra) töltött a világűrben. Űrhajós pályafutását 1991 júniusában fejezte be.  1991-től az USAF Test Pilot School Edwards Air Force Base parancsnoka. A légierőtől visszavonulva a NASA űrrepülőgép/Mir űrállomás program támogató csapatának tagja. 1995-1998 között a Federal Aviation Administration (FAA) technikai központjában dolgozott. A Williamson Free School of Mechanical Trades elnöke.

## Űrrepülések
- STS–62–A, 1984-ben az első szolgálati repülését törölték.
- STS–27, az Atlantis űrrepülőgép 3. repülésének pilótája. Katonai műholdat helyeztek pályairányba. Egyéb meghatározott kutatási, kísérleti programot hajtottak végre. Egy űrszolgálata alatt összesen 4 napot, 9 órát, 5 percet és 37 másodpercet töltött a világűrben. 2 929 000 kilométert (1 812 075 mérföldet) repült, 68 alkalommal kerülte meg a Földet.
- STS–35, a Columbia űrrepülőgép 10. repülésének pilótája. A legénység az ASTRO–1 obszervatóriumot Föld körüli pályára juttatta. Egy űrszolgálata alatt összesen 8 napot, 23 órát és 5 percet (215 óra) töltött a világűrben. 6 000 658 kilométert (3 728 636 mérföldet) repült, 144 kerülte meg a Földet.